# 宋清
宋 清（そう せい）は、中国の小説で四大奇書の一つである『水滸伝』の登場人物。
梁山泊第七十六位の好漢。地俊星の生まれ変わり。梁山泊の第3代頭領であり、物語の主人公である宋江の弟。一族の排行は四郎。息子に宋安平。渾名は鉄扇子（てっせんし）で、梁山泊での役目であった宴会の差配をする際に用いた扇に由来する。一方で、その平々凡々な性格に加え、鉄扇は携帯に不便であおいでも涼しくならないことから、彼を暗に「役立たず」と揶揄しているともいわれている。

## 生涯
済州宋家村の地主の家に生まれ、兄・宋江が鄆城県で胥吏を務めていたため、家業は彼が継いでいた。その兄がある日、珍しく家に戻ってきた。聞けば、北京大名府知事の梁世傑が、舅の宰相・蔡京に贈った賂「生辰綱」を奪い取った一味が東渓村の名主であり、義人として知られる晁蓋らで、宋江はその逃亡の手助けをした事を妾の閻婆借に知られて恐喝されたため思わずこれを殺し逃げてきたと言う。宋清は兄を一時的に匿って、後周皇帝の子孫で、治外法権を認められていた柴進の屋敷まで逃がした。ここから、宋清の人生も思わぬ方向へ向かっていく。
その後、父が兄をあまりに心配するため、父が死んだという嘘の手紙を兄へ送り、これを呼び戻す事に成功、父とともに皇太子が擁立されて大赦が降りたから、今自首するべきと説得し、結果宋江は江州へ流刑となるが、ここで謀叛の濡れ衣を着せられ処刑されかかり、晁蓋が首領となっていた梁山泊の盗賊たちに救出された。この直後、宋江の迎えがやってきて宋清も父や家の者とともに梁山泊へと逃れた。
梁山泊では宴席の準備、差配、始末の一切を担当し、百八星集結後もずっとその役職に従事、梁山泊が朝廷に帰順した後も従軍はしているが、一切前線には出ていない。各地の反乱を討伐し、都に凱旋した後、宋清も朝廷から官職を授かるが、元来そういった大役を仰せつかる柄ではないと辞退し、郷里で既に病没していた父の後を継いでもとの地主へと戻った。なお、息子の宋安平は後に科挙に及第し、南宋の高宗治世の秘書学士にまで進んだ。
ほかに『水滸後伝』によって、宋清は暹羅で王をなった李俊を追随して、光禄寺の官員を勤めた。